# 76e Primetime Emmy Awards
De 76e Primetime Emmy Awards, waarbij prijzen werden uitgereikt in verschillende categorieën voor de beste televisieprogramma's die tussen 1 juni 2023 en 31 mei 2024 op primetime op de Amerikaanse zenders werden uitgezonden, vond plaats op 15 september 2024. De plechtigheid werd gepresenteerd door Eugene Levy en Dan Levy.
De genomineerden werden bekendgemaakt op 17 juli door acteurs Tony Hale en Sheryl Lee Ralph en voorzitter van de Television Academy Cris Abrego.

## Winnaars en genomineerden
De winnaars staan bovenaan in vet lettertype. Vermeld zijn de categorieën die werden uitgereikt tijdens de televisie-uitzending.

### Programma's
| Dramaserie (Outstanding Drama Series)                                                                                | Komedieserie (Outstanding Comedy Series) |
| --- | --- |
| - Shōgun - 3 Body Problem - The Crown - Fallout - The Gilded Age - The Morning Show - Mr. & Mrs. Smith - Slow Horses | - Hacks - Abbott Elementary - The Bear - Curb Your Enthusiasm - Only Murders in the Building - Palm Royale - Reservation Dogs - What We Do in the Shadows |
| Miniserie (Outstanding Limited or Anthology Series)                                                                  | Reality competitieprogramma (Outstanding Reality Competition Program)                                                                                     |
| - Baby Reindeer - Fargo - Lessons in Chemistry - Ripley - True Detective: Night Country                              | - The Traitors - The Amazing Race - RuPaul's Drag Race - Top Chef - The Voice                                                                             |
| Talkshow (Outstanding Talk Series)                                                                                   | Variété sketchshow (Outstanding Scripted Variety Series)                                                                                                  |
| - The Daily Show - Jimmy Kimmel Live! - Late Night with Seth Meyers - The Late Show with Stephen Colbert             | - Last Week Tonight with John Oliver - Saturday Night Live                                                                                                |

### Acteurs

#### Hoofdrollen
| Mannelijke hoofdrol in een dramaserie (Outstanding Lead Actor in a Drama Series) | Vrouwelijke hoofdrol in een dramaserie (Outstanding Lead Actress in a Drama Series) |
| --- | --- |
| - Hiroyuki Sanada als Yoshii Toranaga – Shōgun - Idris Elba als Sam Nelson – Hijack - Donald Glover als John Smith – Mr. & Mrs. Smith - Walton Goggins als The Ghoul – Fallout - Gary Oldman als Jackson Lamb – Slow Horses - Dominic West als Prince Charles – The Crown                                                                                           | - Anna Sawai als Toda Mariko – Shōgun - Jennifer Aniston als Alex Levy – The Morning Show - Carrie Coon als Bertha Russell – The Gilded Age - Maya Erskine als Jane Smith – Mr. & Mrs. Smith - Imelda Staunton als Queen Elizabeth II – The Crown - Reese Witherspoon als Bradley Jackson – The Morning Show |
| Mannelijke hoofdrol in een komedieserie (Outstanding Lead Actor in a Comedy Series) | Vrouwelijke hoofdrol in een komedieserie (Outstanding Lead Actress in a Comedy Series) |
| - Jeremy Allen White als Carmy – The Bear - Matt Berry als Laszlo Cravensworth – What We Do in the Shadows - Larry David als Larry David – Curb Your Enthusiasm - Steve Martin als Charles-Haden Savage – Only Murders in the Building - Martin Short als Oliver Putnam – Only Murders in the Building - D'Pharaoh Woon-A-Tai als Bear Smallhill – Reservation Dogs | - Jean Smart als Deborah Vance – Hacks - Quinta Brunson als Janine Teagues – Abbott Elementary - Ayo Edebiri als Sydney Adamu – The Bear - Selena Gomez als Mabel Mora – Only Murders in the Building - Maya Rudolph als Molly Novak – Loot - Kristen Wiig als Maxine Simmons – Palm Royale                  |
| Mannelijke hoofdrol in een miniserie of televisiefilm (Outstanding Lead Actor in a Limited or Anthology Series or Movie) | Vrouwelijke hoofdrol in een miniserie of televisiefilm (Outstanding Lead Actress in a Limited or Anthology Series or Movie) |
| - Richard Gadd als Donny – Baby Reindeer - Matt Bomer als Hawkins Fuller – Fellow Travelers - Jon Hamm als Roy Tillman – Fargo - Tom Hollander als Truman Capote – Feud: Capote vs. The Swans - Andrew Scott als Tom Ripley – Ripley | - Jodie Foster als Eizabeth Danvers – True Detective: Night Country - Brie Larson als Elizabeth Zott – Lessons in Chemistry - Juno Temple als Dorothy Lyon – Fargo - Sofía Vergara als Griselda Blanco – Griselda - Naomi Watts als Babe Paley – Feud: Capote vs. The Swans                                  |

#### Bijrollen
| Mannelijke bijrol in een dramaserie (Outstanding Supporting Actor in a Drama Series) | Vrouwelijke bijrol in een dramaserie (Outstanding Supporting Actress in a Drama Series) |
| --- | --- |
| - Billy Crudup als Cory Ellison – The Morning Show - Tadanobu Asano als Kashigi Yabushige – Shōgun - Mark Duplass als Chip Black – The Morning Show - Jon Hamm als Paul Marks – The Morning Show - Takehiro Hira als Ishido Kazunari – Shōgun - Jack Lowden als River Cartwright – Slow Horses - Jonathan Pryce als Prince Philip – The Crown                                              | - Elizabeth Debicki als Princess Diana – The Crown - Christine Baranski als Agnes Van Rhijn – The Gilded Age - Nicole Beharie als Christina Hunter – The Morning Show - Greta Lee als Stella Bak – The Morning Show - Lesley Manville als Princess Margaret – The Crown - Karen Pittman als Mia Jordan – The Morning Show - Holland Taylor als Cybil Richards – The Morning Show |
| Mannelijke bijrol in een komedieserie (Outstanding Supporting Actor in a Comedy Series) | Vrouwelijke bijrol in een komedieserie (Outstanding Supporting Actress in a Comedy Series) |
| - Ebon Moss-Bachrach als Richard Jerimovich – The Bear - Lionel Boyce als Marcus – The Bear - Paul W. Downs als Jimmy Lusaque jr. – Hacks - Paul Rudd als Ben Glenroy – Only Murders in the Building - Tyler James Williams als Gregory Eddie – Abbott Elementary - Bowen Yang als diverse personages – Saturday Night Live                                                                | - Liza Colón-Zayas als Tina – The Bear - Carol Burnett als Norma Dellacorte – Palm Royale - Hannah Einbinder als Ava Daniels – Hacks - Janelle James als Ava Coleman – Abbott Elementary - Sheryl Lee Ralph als Barbara Howard – Abbott Elementary - Meryl Streep als Loretta Durkin – Only Murders in the Building                                                              |
| Mannelijke bijrol in een miniserie of televisiefilm (Outstanding Supporting Actor in a Limited or Anthology Series or Movie) | Vrouwelijke bijrol in een miniserie of televisiefilm (Outstanding Supporting Actress in a Limited or Anthology Series or Movie) |
| - Lamorne Morris als Witt Farr – Fargo - Jonathan Bailey als Tim Laughlin – Fellow Travelers - Robert Downey jr. als diverse personages – The Sympathizer - Tom Goodman-Hill als Darrien – Baby Reindeer - John Hawkes als Hank Prior – True Detective: Night Country - Lewis Pullman als Calvin Evans – Lessons in Chemistry - Treat Williams als Bill Paley – Feud: Capote vs. The Swans | - Jessica Gunning als Martha – Baby Reindeer - Dakota Fanning als Marge Sherwood – Ripley - Lily Gladstone als Cam Bentland – Under the Bridge - Aja Naomi King als Harriet Sloane – Lessons in Chemistry - Diane Lane als Nancy Keith – Feud: Capote vs. The Swans - Nava Mau als Teri – Baby Reindeer - Kali Reis als Evangeline Navarro – True Detective: Night Country       |

### Regie
| Regie van een dramaserie (Outstanding Directing for a Drama Series) | Regie van een komedieserie (Outstanding Directing for a Comedy Series) |
| --- | --- |
| - Shōgun (Aflevering: "Crimson Sky") – Frederick E.O. Toye - The Crown (Aflevering: "Sleep, Dearie Sleep") – Stephen Daldry - The Morning Show (Aflevering: "The Overview Effect") – Mimi Leder - Mr. & Mrs. Smith (Aflevering: "First Date") – Hiro Murai - Slow Horses (Aflevering: "Strange Games") – Saul Metzstein - Winning Time: The Rise of the Lakers Dynasty (Aflevering: "Beat L.A.") – Salli Richardson-Whitfield | - The Bear (Aflevering: "Fishes") – Christopher Storer - Abbott Elementary (Aflevering: "Party") – Randall Einhorn - The Bear (Aflevering: "Honeydew") – Ramy Youssef - The Gentlemen (Aflevering: "Refined Aggression") – Guy Ritchie - Hacks (Aflevering: "Bulletproof") – Lucia Aniello - The Ms. Pat Show (Aflevering: "I'm the Pappy") – Mary Lou Belli |
| Regie van een miniserie of televisiefilm (Outstanding Directing for a Limited or Anthology Series or Movie) | |
| - Ripley – Steven Zaillian - Baby Reindeer (Aflevering: "Episode 4") – Weronika Tofilska - Fargo (Aflevering: "The Tragedy of the Commons") – Noah Hawley - Feud: Capote vs. The Swans (Aflevering: "Pilot") – Gus Van Sant - Lessons in Chemistry (Aflevering: "Poirot") – Millicent Shelton - True Detective: Night Country – Issa López                                                                                    | |

### Scenario
| Scenario voor een dramaserie (Outstanding Writing for a Drama Series) | Scenario voor een komedieserie (Outstanding Writing for a Comedy Series) |
| --- | --- |
| - Slow Horses (Aflevering: "Negotiating with Tigers") – Will Smith - The Crown (Aflevering: "Ritz") – Peter Morgan en Meriel Sheibani-Clare - Fallout (Aflevering: "The End") – Geneva Robertson-Dworet en Graham Wagner - Mr. & Mrs. Smith (Aflevering: "First Date") – Francesca Sloane en Donald Glover - Shōgun (Aflevering: "Anjin") – Rachel Kondo en Justin Marks - Shōgun (Aflevering: "Crimson Sky") – Rachel Kondo en Caillin Puente | - Hacks (Aflevering: "Bulletproof") – Lucia Aniello, Paul W. Downs en Jen Statsky - Abbott Elementary (Aflevering: "Career Day") – Quinta Brunson - The Bear (Aflevering: "Fishes") – Christopher Storer en Joanna Calo - Girls5eva (Aflevering: "Orlando") – Meredith Scardino en Sam Means - The Other Two (Aflevering: "Brooke Hosts a Night of Undeniable Good") – Chris Kelly en Sarah Schneider - What We Do in the Shadows (Aflevering: "Pride Parade") – Jake Bender en Zach Dunn |
| Scenario voor een miniserie of televisiefilm (Outstanding Writing for a Limited or Anthology Series or Movie) | Scenario voor een variété special Outstanding Writing for a Variety Special) |
| - Baby Reindeer – Richard Gadd - Black Mirror (Aflevering: "Joan Is Awful") – Charlie Brooker - Fargo (Aflevering: "The Tragedy of the Commons") – Noah Hawley - Fellow Travelers (Aflevering: "You're Wonderful") – Ron Nyswaner - Ripley – Steven Zaillian - True Detective: Night Country (Aflevering: "Part 6") – Issa López | - Alex Edelman: Just for Us – Alex Edelman - Jacqueline Novak: Get on Your Knees – Jacqueline Novak - John Early: Now More Than Ever – John Early - Mike Birbiglia: The Old Man & the Pool – Mike Birbiglia - The Oscars – Team van schrijvers |